# Kukurudzeane, Nîjnohirskîi
Kukurudzeane (în ucraineană Кукурудзяне) este un sat în comuna Sadove din raionul Nîjnohirskîi, Republica Autonomă Crimeea, Ucraina.

## Demografie
Componența lingvistică a localității Kukurudzeane
     Tătară crimeeană (35,47%)
     Rusă (33,76%)
     Ucraineană (21,37%)
     Alte limbi (0,43%)
Conform recensământului din 2001, nu exista o limbă vorbită de majoritatea populației, aceasta fiind compusă din vorbitori de tătară crimeeană (35,47%), rusă (33,76%) și ucraineană (21,37%).